# Калинівка (Березівський район)
Кали́нівка (МФА: [kɐˈɫɪɲiu̯kɐ] ( прослухати)) — село Коноплянської сільської громади в Березівському районі Одеської області в Україні. Населення становить 483 осіб.
Рішенням виконкому Одеської обласної Ради депутатів трудящих від 8 серпня 1964 року уточнено найменування населеного пункту Ананьївської сільської Ради — село Калинівка (замість с. Калініна).
З 2002 р. в с. Калинівка функціонує перший блок свиноферми. А з 2005 під керівництвом голови сільської ради відкрито другий блок свиноферми. В планах села, також є відкриття корівника.

## Населення
Згідно з переписом 1989 року населення села становило 510 осіб, з яких 221 чоловік та 289 жінок.
За переписом населення 2001 року в селі мешкала 481 особа.

### Мова
Розподіл населення за рідною мовою за даними перепису 2001 року:
| Мова       | Відсоток |
| ---------- | -------- |
| українська | 88,82 %  |
| молдовська | 7,66 %   |
| російська  | 2,69 %   |
| болгарська | 0,41 %   |
| гагаузька  | 0,21 %   |

## Відомі люди
- Болотенко Олександр Олександрович (1978—2019) — капітан Збройних сил України учасник російсько-української війни[6].
- Шаповаленко Микола Андрійович — український архітектор.